# Zéphirine Drouhin (Rose)
Die Bourbon-Rose Zéphirine Drouhin wurde von dem Schweizer Charles Gustave Bonnet als 'Mme Gustave Bonnet' gezüchtet und von Bizot 1868 als 'Zephirine Drouhin' in Frankreich eingeführt.
Benannt ist die Sorte 'Zephirine Drouhin' nach der Frau des französischen Rosenliebhabers Drouhin aus Sémur-en-Auxois an der Côte-d’Or. Sie wird auch unter den Namen 'Belle Dijonaise', 'Charles Bonnet', 'Mme Gustave Bonnet', 'Ingegnoli Predilatta' gehandelt. 
Diese nicht sonderlich winterharte Sorte bildet kräftige, große Sträucher, der Wuchshöhen von bis zu 3 Metern erreicht. Ihr Austrieb ist rotblättrig. Sie gilt als die bekannteste "stachellose" Rose. 'Zéphirine Drouhin' kann als Strauchrose, in Säulenform oder an einem Spalier als Kletterrose gezogen werden, braucht einen luftigen Platz und ist leider etwas mehltauanfällig. 'Zéphirine Drouhin' hat locker gefüllte, hellrote, etwa 9 cm große, kräftig süß duftende Blüten. Sie blüht vom Juni bis in den Herbst hinein dauerhaft. Im Herbst trägt sie große orangefarbene Hagebutten. 
Sie bekam 1993 den RHS Preis.

## Sports
Es wurden zwei rosablühende Sports der Rosensorte 'Zéphirine Drouhin' entdeckt: 'Kathleen Harrop' (Dickson, 1919) und 'Marthe' (Zeiner, 1911).
Sports von 'Zéphirine Drouhin':

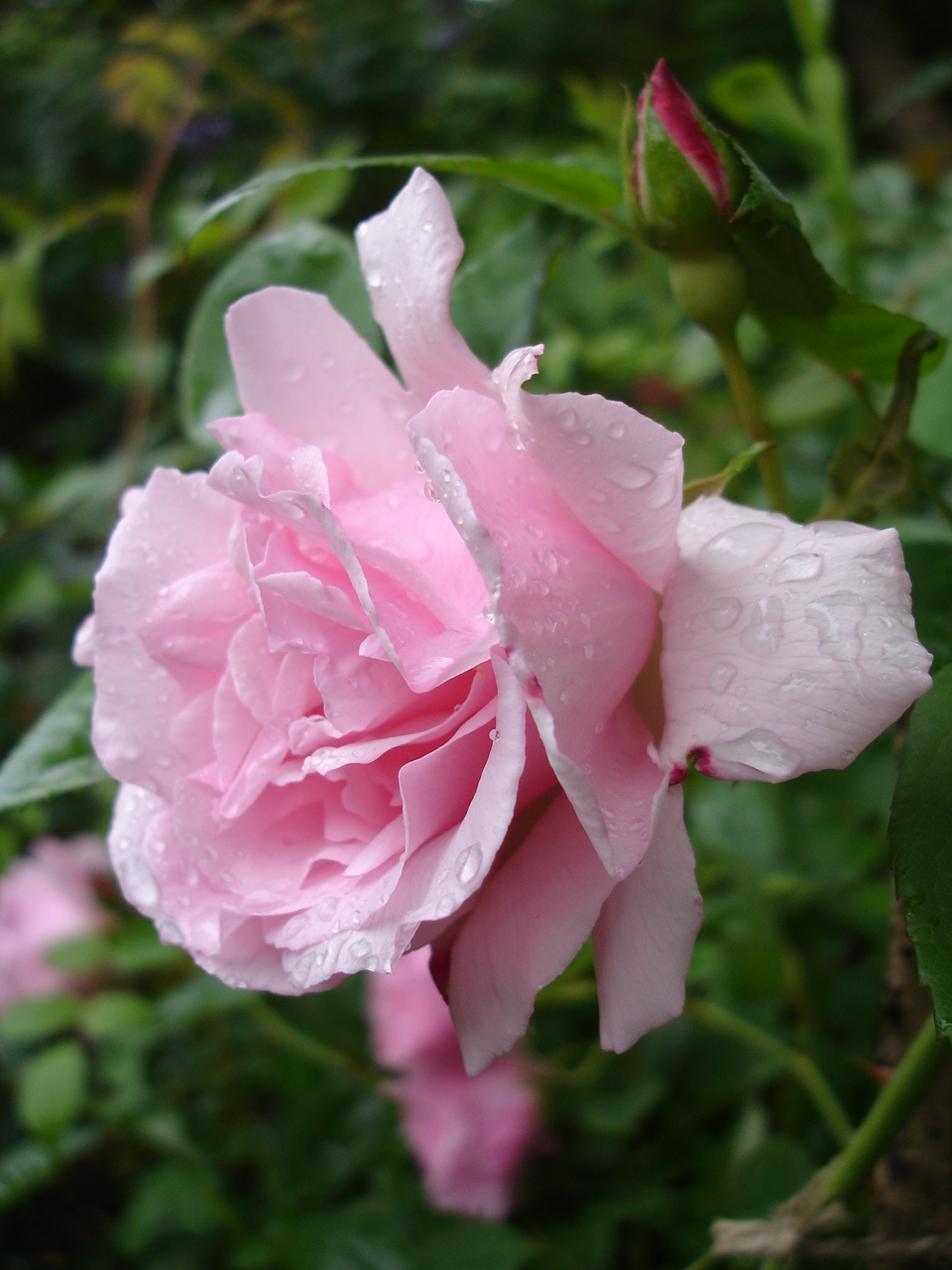
'Kathleen Harrop', Dickson, 1919
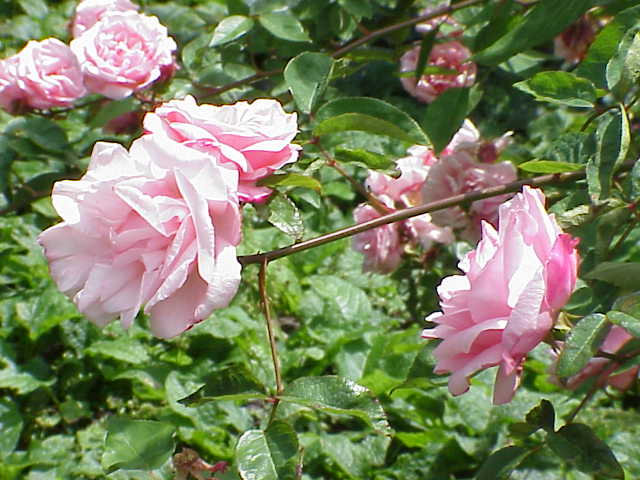
'Marthe', Zeiner, 1911

## Belletristik
In Agatha Christies Kriminalroman Sad Cypress ist die Stachellosigkeit von Zéphirine Drouhin ein wichtiger Clue, der den Detektiv Hercule Poirot auf die richtige Spur führt. Die Mörderin hatte angegeben, sich an dieser Rose eine Stichverletzung zugezogen zu haben. Christie beschreibt die Rose ausführlich und lässt im Gerichtssaal zudem einen Rosensachverständigen auftreten.